# Коробов, Трофим Тимофеевич
Трофи́м Тимофе́евич Ко́робов (1901—1980) — бригадный комиссар и политработник Рабоче-крестьянской Красной Армии, участник Гражданской войны.

## Биография
Т. Т. Коробов родился в 1901 г. в селе Черкасская Алешня Брянского уезда Орловской губернии в семье кузнеца. По окончании четырехгодичного земского училища в 1913 году вплоть до 1918 года оставался в родном селе и работал в нём же: сначала ремонтным рабочим шоссейных дорог, а затем разнорабочим частного лесопильного завода. С мая 1918 г. по январь 1919 г. работал забойщиком шахты № 11 рудника Новомосковский (Донбасс).
В январе 1919 года вступил в Красную Армию, а ещё через месяц в ВКП (б). Принимал участие в Гражданской войне, находясь на Южном фронте, вплоть до ноября 1920 года. В годы войны занимал должности: помощника политрука и политрука одного из подразделений запасного полка 6-й армии, а также политрука одной из рот Заволжской бригады Южного фронта.
После Гражданской войны на пребывал на следующих ответственных должностях политсостава РККА:
- военный комиссар отряда особого назначения по борьбе с бандитизмом (ноябрь 1920 г. — май 1921 г.);
- военный комиссар снабжения 23-й стрелковой дивизии (май 1921 г. — февраль 1922 г.);
- слушатель Коммунистического университета имени Артёма в Харькове (февраль 1922 г. — май 1925 г.);
- в мае 1925 г. назначен начальником организационной части политотдела 3-й Крымской стрелковой дивизии;
- с августа 1927 г. — заместитель начальника политотдела 37-й Новочеркасской стрелковой дивизии, а с марта 1929 г. — начальник политотдела этой же дивизии;
- в 1931 г. окончил КУВНАС при Военной академии имени М. В. Фрунзе;
- начальник организационно-инструкторского сектора политического управления Белорусского военного округа (май 1931 г. — май 1932 г.);
- военный комиссар, затем помощник начальника Тульской оружейно-технической школы по политической части (май 1932 г. — декабрь 1934 г.);
- в декабре 1934 г. назначен помощником командира по политической части и начальником политотдела 18-й Ярославской стрелковой дивизии;
- с октября 1937 г. — военный комиссар пункта ПВО г. Ленинграда.

В 1936 году Постановлением Народного комиссариата обороны СССР № 11 от 2 января 1936 года он был удостоен персонального воинского звания бригадный комиссар. Награжден орденами Красного Знамени (1921), Красной Звезды (1936).
Т. Т. Коробов был арестован в октябре 1938 года по обвинению в участии в контрреволюционной организации и Военным трибуналом Ленинградского военного округа в сентябре 1939 г. приговорен к десяти годам заключения в исправительно-трудовых лагерях. После завершения срока наказания, которое он отбыл полностью на Урале (поселок Азанка Тавдинского района Свердловской области), в августе 1948 года был направлен в ссылку в Казахстан, где находился вплоть до 1956 года. Пребывал при геологоразведочных партиях, трестах и управлениях, пройдя путь от старшего бухгалтера геологоразведочной партии до заместителя начальника Кустанайского геологоразведочного треста. Определением Военной коллегии Верховного суда СССР от 13 апреля 1955 года Т. Т. Коробов был реабилитирован и в указанном году освобожден.
С апреля 1956 года, будучи на пенсии проживал в Харькове, где скончался в феврале 1980 г.